# Christo Van Rensburg
Christo Van Rensburg (ur. 23 października 1962 Uitenhage) – południowoafrykański tenisista, zwycięzca Australian Open 1985 w grze podwójnej, reprezentant w Pucharze Davisa, olimpijczyk z Barcelony (1992).

## Kariera tenisowa
Jako zawodowy tenisista Van Rensburg występował w latach 1983–1997.
W grze pojedynczej wygrał 2 turnieje rangi ATP World Tour oraz awansował do 4 finałów. W 1990 wyeliminował z Wimbledonu rozstawionego z numerem 12 Pete Samprasa. Pokonał Samprasa, późniejszego siedmiokrotnego mistrza tego turnieju, bez straty seta, co udało się jeszcze na londyńskiej trawie tylko Richardowi Krajickowi w 1996.
Największy sukces w swojej karierze odniósł w 1985 roku triumfując w zmaganiach deblowych Australian Open. W parze z Paulem Annacone pokonał w spotkaniu finałowym Marka Edmondsona i Kima Warwicka 3:6, 7:6, 6:4, 6:4. Łącznie Van Rensburg wygrał 20 deblowych turniejów ATP World Tour oraz uczestniczył w 12 finałach.
W 1992 roku zagrał na igrzyskach olimpijskich w Barcelonie, w grze pojedynczej. Odpadł z rywalizacji w 1 rundzie wyeliminowany przez Wayne’a Ferreirę.
W 1992 roku reprezentował RPA w Pucharze Davisa odnosząc 4 zwycięstwa singlowe i 3 deblowe. W styczniu 2021 został powołany na kapitana reprezentacji RPA w Pucharze Davisa, zastępując Marcosa Ondruskę. Wcześniej jako trener współpracował m.in. z Michaelem Changiem, Justinem Gimelstobem, Davidem Nainkinem, Grantem Staffordem.
W rankingu gry pojedynczej Van Rensburg najwyżej był na 19. miejscu (29 lutego 1988), a w klasyfikacji gry podwójnej na 5. pozycji (4 maja 1987).

### Finały w turniejach ATP World Tour
| Legenda                                      |
| -------------------------------------------- |
| Wielki Szlem                                 |
| Igrzyska olimpijskie                         |
| Tennis Masters Cup / ATP Finals              |
| ATP Masters Series / ATP Tour Masters 1000   |
| ATP International Series Gold / ATP Tour 500 |
| ATP International Series / ATP Tour 250      |

#### Gra pojedyncza (2–4)
| Końcowy wynik | Nr | Data | Turniej       | Nawierzchnia  | Przeciwnik       | Wynik finału       |
| ------------- | -- | ---- | ------------- | ------------- | ---------------- | ------------------ |
| Zwycięzca     | 1. | 1987 | Orlando       | Twarda        | Jimmy Connors    | 6:3, 3:6, 6:1      |
| Finalista     | 1. | 1988 | Johannesburg  | Twarda (hala) | Jakob Hlasek     | 7:6, 4:6, 1:6, 6:7 |
| Finalista     | 2. | 1989 | Londyn        | Trawiasta     | Ivan Lendl       | 6:4, 3:6, 4:6      |
| Zwycięzca     | 2. | 1989 | Johannesburg  | Twarda (hala) | Paul Chamberlin  | 6:4, 7:6, 6:3      |
| Finalista     | 3. | 1990 | Orlando       | Twarda        | Brad Gilbert     | 2:6, 1:6           |
| Finalista     | 4. | 1991 | Tel Awiw-Jafa | Twarda        | Leonardo Lavalle | 2:6, 6:3, 3:6      |

#### Gra podwójna (20–12)
| Końcowy wynik | Nr  | Data | Turniej                    | Nawierzchnia    | Partner         | Przeciwnicy                      | Wynik finału            |
| ------------- | --- | ---- | -------------------------- | --------------- | --------------- | -------------------------------- | ----------------------- |
| Zwycięzca     | 1.  | 1983 | Cleveland                  | Twarda          | Mike Myburg     | Francisco González Matt Mitchell | 7:6, 7:5                |
| Zwycięzca     | 2.  | 1984 | Sydney                     | Trawiasta       | Paul Annacone   | Tom Gullikson Scott McCain       | 7:6, 7:5                |
| Zwycięzca     | 3.  | 1985 | Delray Beach               | Twarda          | Paul Annacone   | Sherwood Stewart Kim Warwick     | 7:5, 7:5, 6:4           |
| Zwycięzca     | 4.  | 1985 | Atlanta                    | Dywanowa (hala) | Paul Annacone   | Steve Denton Tomáš Šmíd          | 6:4, 6:3                |
| Finalista     | 1.  | 1985 | Las Vegas                  | Twarda          | Paul Annacone   | Pat Cash John Fitzgerald         | 6:7, 7:6, 6:7           |
| Finalista     | 2.  | 1985 | Newport                    | Trawiasta       | Paul Annacone   | Peter Doohan Sammy Giammalva Jr. | 1:6, 3:6                |
| Finalista     | 3.  | 1985 | Los Angeles                | Twarda          | Paul Annacone   | Scott Davis Robert Van’t Hof     | 3:6, 6:7                |
| Zwycięzca     | 5.  | 1985 | San Francisco              | Dywanowa (hala) | Paul Annacone   | Brad Gilbert Sandy Mayer         | 3:6, 6:3, 6:4           |
| Zwycięzca     | 6.  | 1985 | Johannesburg               | Twarda          | Colin Dowdesell | Amos Mansdorf Szachar Perkiss    | 3:6, 7:6, 6:4           |
| Zwycięzca     | 7.  | 1985 | Australian Open, Melbourne | Trawiasta       | Paul Annacone   | Mark Edmondson Kim Warwick       | 3:6, 7:6, 6:4, 6:4      |
| Finalista     | 4.  | 1986 | Londyn WCT                 | Dywanowa (hala) | Paul Annacone   | Heinz Günthardt Balázs Taróczy   | 4:6, 6:1, 6:7, 7:6, 4:6 |
| Finalista     | 5.  | 1986 | Stratton Mountain          | Twarda          | Paul Annacone   | Peter Fleming John McEnroe       | 3:6, 6:3, 3:6           |
| Zwycięzca     | 8.  | 1986 | Johannesburg               | Twarda (hala)   | Mike De Palmer  | Andrés Gómez Sherwood Stewart    | 3:6, 6:2, 7:6           |
| Zwycięzca     | 9.  | 1987 | Key Biscayne               | Twarda          | Paul Annacone   | Ken Flach Robert Seguso          | 6:2, 6:4, 6:4           |
| Finalista     | 6.  | 1987 | Orlando                    | Twarda          | Paul Annacone   | Sherwood Stewart Kim Warwick     | 6:2, 6:7, 4:6           |
| Zwycięzca     | 10. | 1987 | Chicago                    | Dywanowa (hala) | Paul Annacone   | Mike De Palmer Gary Donnelly     | 6:3, 7:6                |
| Finalista     | 7.  | 1988 | Paryż                      | Dywanowa (hala) | Jim Grabb       | Paul Annacone John Fitzgerald    | 2:6, 2:6                |
| Zwycięzca     | 11. | 1989 | Memphis                    | Twarda (hala)   | Paul Annacone   | Scott Davis Tim Wilkison         | 7:6, 6:7, 6:1           |
| Zwycięzca     | 12. | 1989 | Filadelfia                 | Dywanowa (hala) | Paul Annacone   | Rick Leach Jim Pugh              | 6:3, 7:5                |
| Finalista     | 8.  | 1989 | Scottsdale                 | Twarda          | Paul Annacone   | Rick Leach Jim Pugh              | 7:6, 3:6, 2:6, 6:2, 4:6 |
| Finalista     | 9.  | 1989 | San Francisco              | Dywanowa (hala) | Paul Annacone   | Pieter Aldrich Danie Visser      | 4:6, 3:6                |
| Zwycięzca     | 13. | 1990 | Bazylea                    | Twarda (hala)   | Stefan Kruger   | Neil Broad Gary Muller           | 4:6, 7:6, 6:3           |
| Zwycięzca     | 14. | 1990 | Tel Awiw-Jafa              | Twarda          | Nduka Odizor    | Ronnie Båthman Rikard Bergh      | 6:3, 6:4                |
| Finalista     | 10. | 1991 | Singapur                   | Twarda          | Stefan Kruger   | Grant Connell Glenn Michibata    | 4:6, 7:5, 6:7           |
| Finalista     | 11. | 1992 | Tajpej                     | Dywanowa (hala) | Patrick Baur    | Sandon Stolle John Fitzgerald    | 6:7, 2:6                |
| Finalista     | 12. | 1993 | Marsylia                   | Twarda (hala)   | Ivan Lendl      | Arnaud Boetsch Olivier Delaître  | 3:6, 6:7                |
| Zwycięzca     | 15. | 1993 | Osaka                      | Twarda          | Mark Keil       | Glenn Michibata David Pate       | 7:6, 6:3                |
| Zwycięzca     | 16. | 1993 | Newport                    | Trawiasta       | Javier Frana    | Byron Black Jim Pugh             | 4:6, 6:1, 7:6           |
| Zwycięzca     | 17. | 1994 | Birmingham                 | Ceglana         | Richey Reneberg | Brian MacPhie David Witt         | 2:6, 6:3, 6:2           |
| Zwycięzca     | 18. | 1995 | Buenos Aires               | Ceglana         | Vince Spadea    | Jiří Novák David Rikl            | 6:3, 6:3                |
| Zwycięzca     | 19. | 1996 | Atlanta                    | Ceglana         | David Wheaton   | Bill Behrens Matt Lucena         | 7:6, 6:2                |
| Zwycięzca     | 20. | 1996 | Bolonia                    | Ceglana         | Brent Haygarth  | Karim al-Alami Gábor Köves       | 6:1, 6:4                |